# Литургия верных
Литургия верных — основная и завершающая часть литургии византийского, латинского (Missa fidelium) и других традиционных обрядов. Получила своё название от того, что в древности на ней могли присутствовать только лица, принявшие крещение. В этой части литургии совершаются все самые важные священнодействия, приготовлением к которым были предыдущие части литургии (проскомидия и литургия оглашенных). По учению церкви, на литургии верных благодатью Святого Духа происходит преложение (пресуществление) хлеба и вина в истинное Тело и Кровь Спасителя — Святые Дары. Затем верующие во исполнение слов Христа: «Ядущий Мою Плоть и пиющий Мою Кровь пребывает во Мне, и Я в нем» (Ин. 6:56) приобщаются Святыми Дарами, входя, по учению церкви, в единение со Спасителем.
На литургии верных священнодействие символически напоминает о страданиях Иисуса Христа, его смерти, погребении, Воскресении, Вознесении и втором пришествии на землю.

## Состав священнодействий византийского обряда

### Подготовительные действия
- Краткая и Сокращенная великая ектении — читаются диаконом непосредственно после окончания литургии оглашенных. Во время них священником тайно читается первую и вторую молитвы верных с прошением очистить молящихся в храме от духовной нечистоты, чтобы достойно, без вины и осуждения предстоять перед престолом и неосужденно причаститься Святых Тайн.
- Херувимская песнь — является подготовкой верующих к великому входу, который разделяет эту молитву на две части. Включение данной молитвы в чин литургии относят к 573 году.

Первая часть: Иже Херувимы тайно образующе и Животворящей Троице Трисвятую песнь припевающе, всякое ныне житейское отложим попечение
Вторая часть: Яко да Царя всех подымем, ангельскими невидимо дориносима чинми. Аллилуиа, аллилуиа, аллилуиа.

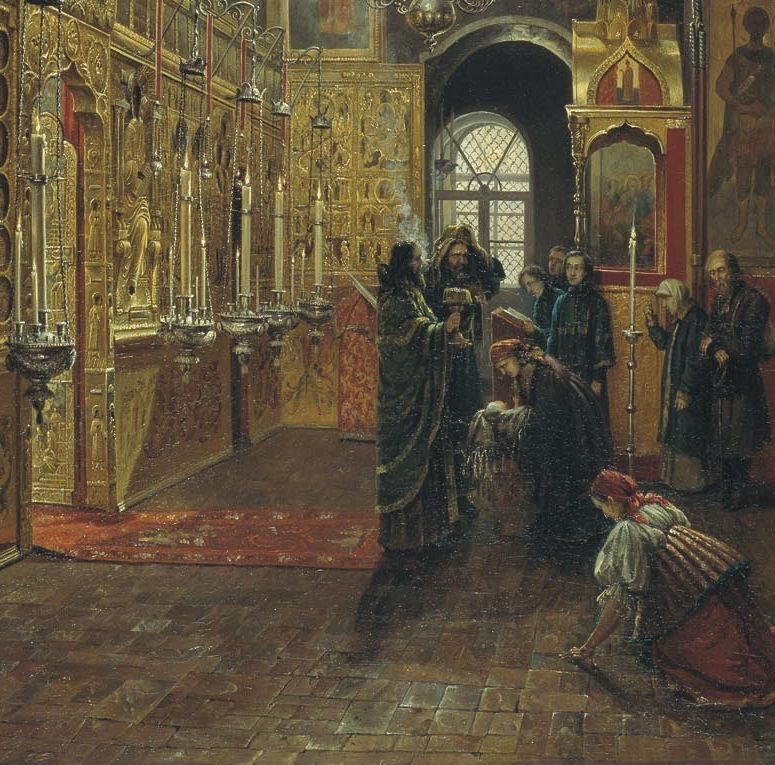
Великий вход
(С. Шухвостов, 1866 год)

- Великий вход — во время него происходит перенесение приготовленных Святых Даров с жертвенника на престол. После каждения Даров священник полагает на левое плечо диакона возду́х, а на голову дискос, сам берёт потир и оба в предшествии свещеносца выходят из алтаря северными дверями. Остановившись на солее поминают патриарха, местного архиерея и всех православных христиан, а затем через Царские врата входят в алтарь и ставят Святые Дары на антиминс, развернутый на престоле. После этого Царские врата закрываются и задергивается алтарная завеса.
- Просительная ектения к которой добавляется прошение «О предложенных Честных Дарех Господу помолимся». Во время этой ектении священник тайно читает молитву, в которой просит Бога удостоить его принести Святые Дары.
- Возглашение диаконом мира и любви — как необходимое условие получения благодати возглашается диаконом после слов священника «мир всем» в форме: «возлюбим друг друга, да единомыслием исповемы». После этого хор поёт: «Отца и Сына и Святого Духа; Троицу Единосущную и Нераздельную». Внешним выражением взаимной любви верующих в древней церкви был обычай при этих словах лобызаться (целовать) друг с другом, сообразно пола молящихся. Сейчас этот обычай сохранился только в алтаре между священнослужителями, если они совершают литургию соборно.
- Исповедание Символа Веры предваряется возгласом диакона: «Двери, двери, премудростию вонмем». В древности этот возглас относился к привратникам храма, чтобы они тщательнее наблюдали за дверями и не вошёл кто-нибудь из оглашенных или кающихся, а также не имеющих права присутствовать при таинстве. Пение Символа Веры происходит при открытой завесе. Во время пения священник берёт возду́х и колеблет им над Святыми Дарами, то есть опускает и поднимает его.

### Преложение Святых Даров
- Начало пения «Милость мира».

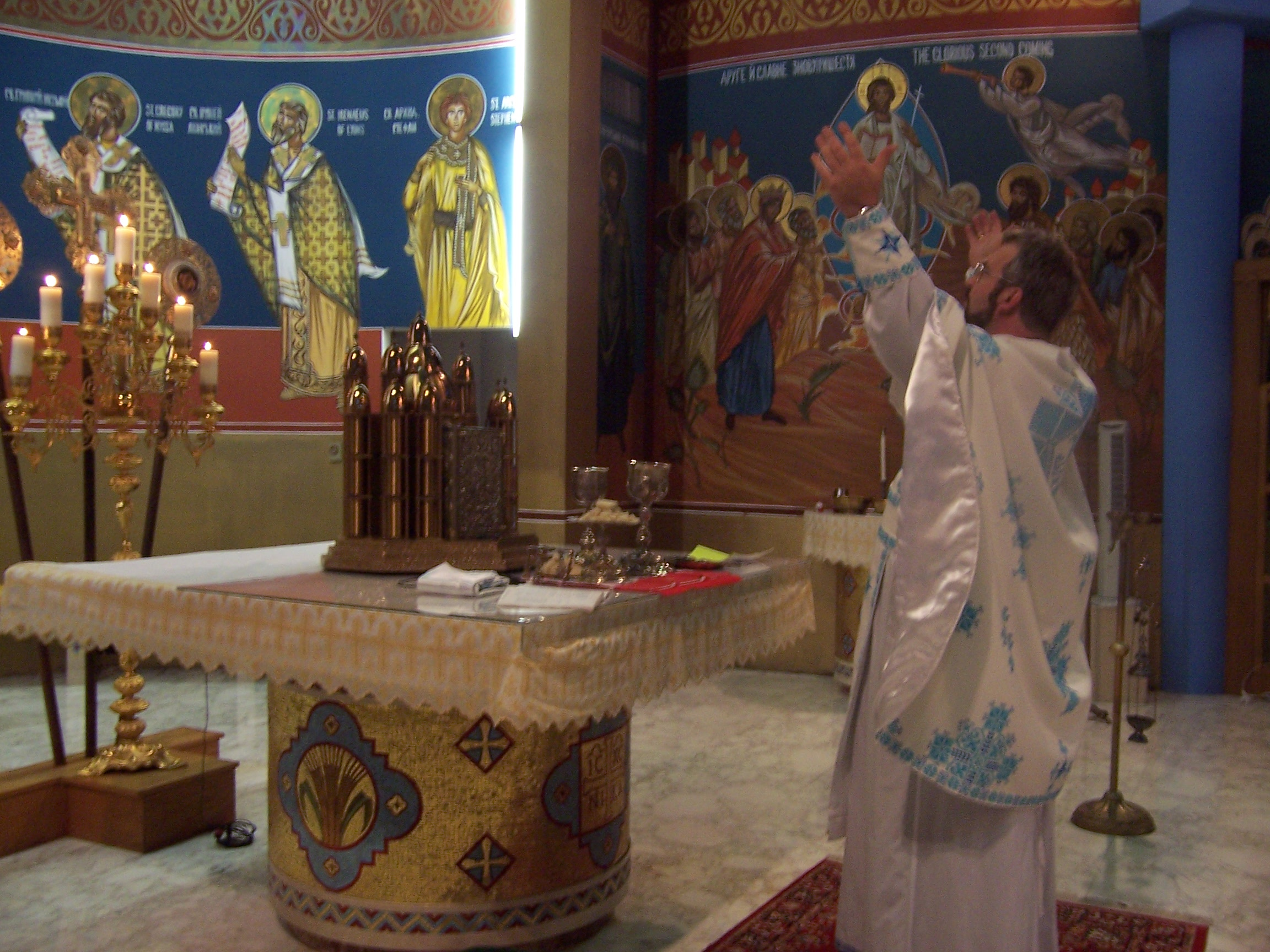
Священник во время произнесения анафоры

- Анафора — евхаристическая молитва, читаемая священником, во время которой происходит преложение Святых Даров. Молитва состоит из трёх частей: благодарственной (префация), исторической (анамнесис) и просительной (эпиклеза). Первые две разделяются пением Серафимской песни: «Свят, Свят, Свят, Господь Саваоф, исполнь небо и земля славы Твоея: осанна в вышних, благословен грядый во имя Господне, осанна в вышних». В этих частях евхаристической молитвы вспоминаются все благодеяния Божии, явленные людям, включая восстановление их греховной природы через Иисуса Христа, а также евангельские слова, сказанные Христом на Тайной вечери своим ученикам. Основу третьей части молитвы составляют следующие молитвенные прошения, после которых происходит преложение хлеба и вина в истинное Тело и истинную Кровь Господа Иисуса Христа:

| И сотвори убо хлеб сей, честное Тело Христа Твоего. Аминь. А еже в Чаши сей, Честную Кровь Христа Твоего. Аминь. Преложив Духом Твоим Святым. Аминь. Аминь. Аминь. |

Этот момент является важнейшим во всей литургии. В это время священнослужители совершают перед Святыми Дарами земной поклон.
- Чтение «Отче наш» — после преложения Святых Даров происходит воспоминание Божией Матери, ходатайственные молитвы о живых и умерших; диаконом возглашается просительная ектения о готовящихся причаститься. После ектении все молящиеся поют «Отче наш».
- Возношение Святых Даров — До реформы Патриарха Никона царские врата и завеса при архиерейском и иерейском служении отверзались и затворялись по одному и тому же порядку. Так же, судя по свидетельствам святителя Симеона Солунского, было и в Греческой Церкви, по крайней мере в Фессалониках. Но Патриарх Никон ввел новый устав архиерейской Литургии, основываясь на тех сведениях, которые он лично в 1653 году получил от святителя Афанасия III Пателлария, бывшего Патриарха Константинопольского. Этот устав архиерейского служения положен в основу нового Чиновника (первое издание — 1668 г.), в соответствии с которым в целом совершаются архиерейские богослужения в Русской Православной Церкви поныне. Согласно ему царские врата и завеса на архиерейском служении пребывают отверстыми до возгласа «Святая святым», после чего закрываются и отверзаются вновь от причащения мирян до окончания богослужения. Таким образом, совершение Литургии с отверстыми царскими вратами и завесой стало элементом архиерейского служения.

### Причащение верующих

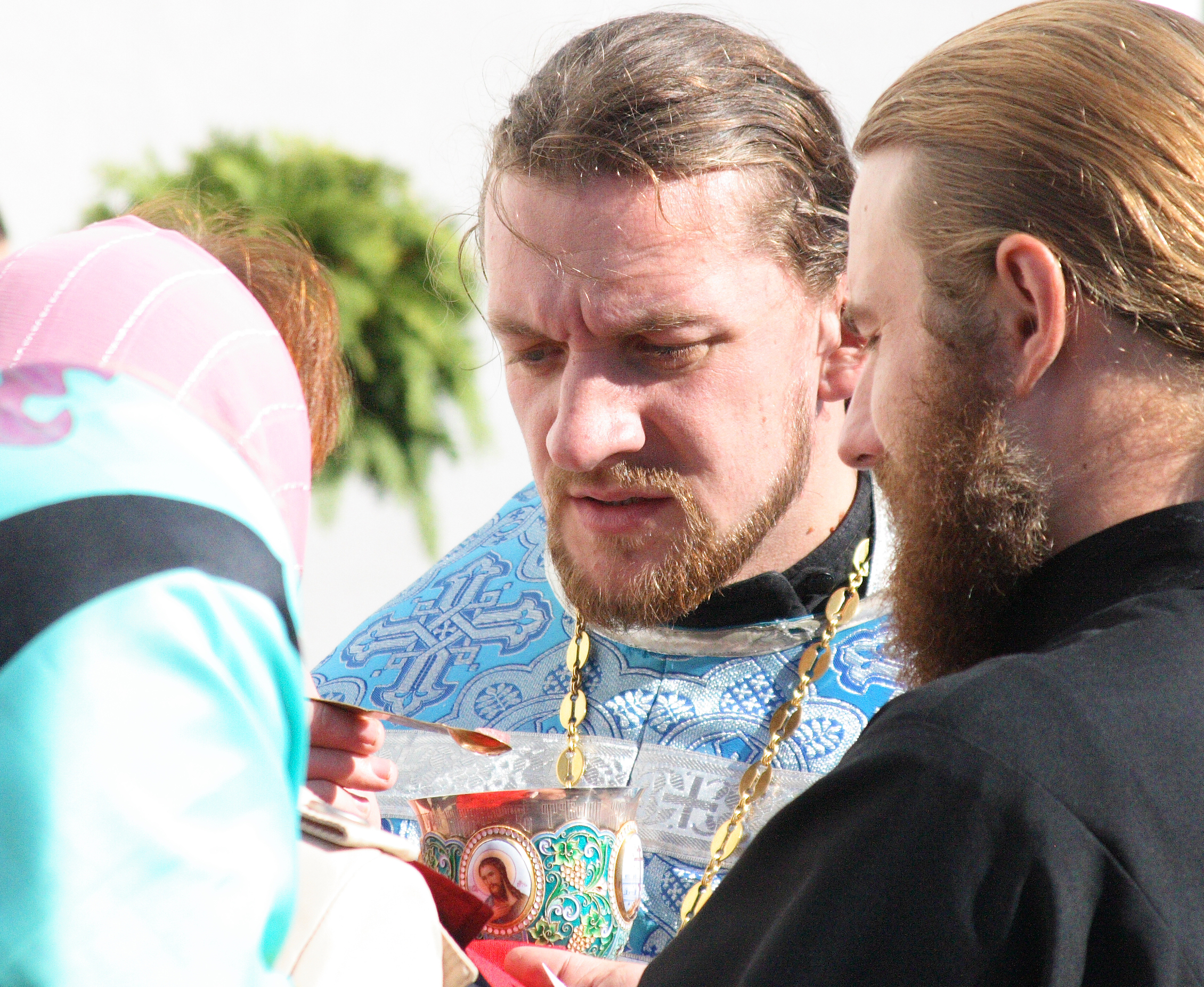
Причащение мирян

- Причащение священнослужителей происходит в алтаре. Священнослужители принимают Святые Дары, вкушая тело Христово отдельно от Божественной крови, как это было на Тайной вечере. Таким же образом причащались и миряне до конца IV века. Но Иоанн Златоуст, когда заметил, что одна женщина, взяв в руки тело Христово, отнесла его домой и употребляла для волхвования, то заповедовал всем церквам преподавать мирянам тело и кровь Христовы вместе из лжицы, вкладывая их прямо в рот причащающихся. Во время причащения священнослужителей для назидания верующих поются молитвы, называемые причастными стихами, а иногда произносятся проповеди.
- Вынос Святых Даров и причащение мирян — после причащения священнослужителей Агнец вкладывается в потир и раздробляется. Священник через Царские врата выходит из алтаря и причащает мирян под пение стиха: «Тело Христово приимите, Источника бессмертного вкусите».

### Прочие действия
После причащения мирян священник со словами: «Отмый, Господи, грехи поминавшихся зде Кровию Твоею честною, молитвами святых Твоих» вкладывает в потир все вынутые частицы из просфор, а затем переносит его на жертвенник. После читается просительная ектения, происходит благодарение за причащение и отпуст.

## Состав священнодействий латинского обряда

### Тридентский чин
- Офферторий и префация
- Канон Литургии
- Обряд причащения
- Заключительные обряды

## Символическое значение литургии верных
Большинство священнодействий литургии напоминают верующим о евангельских событиях:
- Великий вход символизирует шествие Христа на страдания. Поставление литургических сосудов на престол означает снятие тела Господня с креста и его погребение. Престол в этот момент символизирует Гефсиманский сад, антиминс — гроб, покровцы — погребальную плащаницу, священник и диакон — Иосифа и Никодима погребающих тело Христа. Каждение и фимиам напоминают о помазании тела Христа, а оставление звездицы над дискосом означает печать, поставленную на гробе. Закрытие царских врат и задёргивание завесы — приставление стражи и камня ко гробу.
- Открытие завесы перед пением Символа Веры — означает открытие гроба, а колебание священником возду́ха — землетрясение бывшее в тот момент.
- Возношение Агнца — видимый знак воскресения Христова и явления его апостолам.
- Последние явление Святых Даров и благословение ими верующих знаменует вознесение Христово.
- Перенесение Святых Даров на жертвенник — знаменует, что Христос занял место одесную (по правую сторону) от престола Бога Отца, который символизирует престол церковный.